# Villemoyenne
Villemoyenne é uma comuna francesa na região administrativa de Grande Leste, no departamento de Aube. Estende-se por uma área de 12,21 km². Em 2010 a comuna tinha 780 habitantes (densidade: 63,9 hab./km²).